# 王鸿训
王鴻訓（1819年6月26日—？年），原名式訓，字少樊，號子蕃，行一，四川資州井研縣人，道光二十三年癸卯科四川舉人，咸豐癸丑大挑二等，江蘇即補知縣。1871年任宝山县知县。